# Lauren Davis
Lauren Davis (n. 9 octombrie 1993, Gates Mills⁠(d), Comitatul Cuyahoga, Ohio, SUA) este o jucătoare americană de tenis. Cunoscută pentru backhandul agresiv, viteza și puterea ei pe terenul de zgură, ea a câștigat două titluri de simplu în circuitul WTA și a atins locul 26 mondial în clasamentul de simplu, în mai 2017. De asemenea, a câștigat opt titluri de simplu pe circuitul feminin ITF.

## Cariera profesională

### 2023: Al doilea titlu WTA, întoarcerea în top 60
Davis și-a început sezonul la Auckland Open, unde a învins-o pe Tamara Zidanšek înainte de a pierde cu Danka Kovinić în runda a doua. Apoi a intrat la Hobart International pe locul 84, calificându-se pentru tabloul principal cu victorii în fața Kamillei Rakhimova⁠(d) și Kateryna Baindl⁠(d). Ea a continuat să le învingă pe Sloane Stephens, Ysaline Bonaventure, Wang Xinyu și Anna Blinkova pentru a ajunge la prima ei finală WTA de la Auckland în 2017. A învins-o pe Elisabetta Cocciaretto în finală pentru a câștiga al doilea titlu WTA al carierei sale; ea nu a pierdut nici un set pe parcursul întregului turneu și a devenit doar a patra jucătoare care vine din calificări care a câștigat trofeul din istoria turneului.